# اوچ درق (بیله‌سوار)
اوچ درق یک منطقهٔ مسکونی در ایران است که در استان اردبیل و شهرستان بیله سوار  و بخش انجیرلو واقع شده‌است. براساس سرشماری مرکز آمار ایران در سال ۱۳۹۵، این روستا کمتر از سه خانوار جمعیت داشته‌است.